# Karl Ward
Karl Selim Vallentin Ward, född 29 januari 1888 i Norrköping, död 6 maj 1959 i Norrköping, tidningsredaktör och politiker (socialdemokrat).
Karl Ward var son till grovarbetaren Oscar Fredrik Ward och Karolina Ljung. Efter avslutad folkskola började han arbeta inom Norrköpings textilindustri, men sedan han vid 20-årsåldern genomgått en vinterkurs vid Brunnsviks folkhögskola, övergick han till journalistiken och blev 1911 medarbetare i Östergötlands Folkblad. Han blev redaktionssekreterare 1917 och var chefredaktör 1919–1954. 1917 var han stadsfullmäktig i Norrköping.
Ward var ledamot av riksdagens andra kammare 1921-1956 där han representerade Socialdemokraterna i Östergötlands läns valkrets. 
Som riksdagsman var han ledamot av statsrevisionen 1945–1946 och av överrevisionen för krisförvaltningen från 1944. Ward var medlem av socialdemokratiska riksdagsgruppens förtroenderåd och tillhörde partistyrelsen från 1921.